# 多馬福音

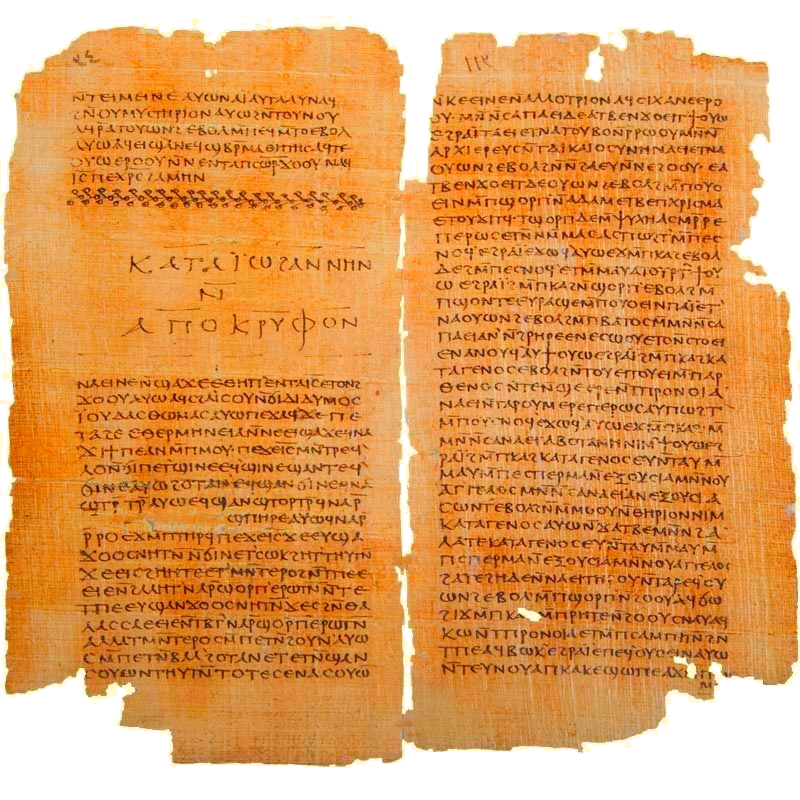
多马福音

《多馬福音》，又譯為多默福音、多瑪斯福音或托马斯福音。
美國的非宗教性學術研究團體「耶穌研究會」，將《多馬福音》列為值得信賴且有關耶穌傳道訓義的「第五福音」。天主教教宗本篤十六世指《多馬福音》和《多馬行傳》「對基督信仰團體的起源，這兩份文獻是很重要的研究資料」，但天主教不认为这部福音是天啟的。

## 發現
《多馬福音》的完整科普特語手抄版本於1945年冬天在埃及拿戈瑪第鎮被發現，採用一種被稱之為科普特裝訂法的方式來裝訂書寫過的蒲草紙頁，並以皮革作書套。
《多馬福音》的文本在1975年向公眾釋出。從此，它被翻譯成多國文字，有關的論文及注譯如雨後春筍般散播開來。文本的原稿目前由埃及開羅科普特老城的科普特博物館所屬並收藏，它的第一份照片出版於1956年，而第一本批判分析在1959年問世。

## 內容
多馬福音與正典的四福音書不同之處在於：它除了聲稱是由耶穌十二使徒之一的多馬（天主教作「多默」）所寫以外，全卷只記錄了耶穌的言論，採取「語錄體」的型態，並沒有提及耶穌的傳道過程，也沒有記載耶穌受難與復活的經歷。
當中約有一半的篇幅與「對觀三福音書」（馬太、馬可、路加）相重疊，另外一半的內容並未見於四福音之中。

## 成書期
現時有關《多馬福音》的確切成書日期還有爭議，相關學者大致可以分為兩大陣營：早期陣營主張多馬福音與正典福音書的成書日期相若，即大約在公元50年代；晚期陣營主張多馬福音在公元2世紀成書，遠在正典福音書之後。

### 早期說
《多馬福音》是20世紀聖經學上的一個重大發現。因為《多馬福音》的發現，間接支持了19世紀德國聖經學者對《新約聖經》傳譯學的一則重要論証。這項論証推斷：目前的「對觀三福音」中，《馬太福音》和《路加福音》皆是以最早成書之《馬可福音》及另一部已失傳的文獻為藍本。因此，只要是《馬太福音》和《路加福音》中文意有共通，而《馬可福音》所欠缺的部分，便可能是來自那一部已失傳的「同觀語錄源」（Sypnotic Sayings Source，學術上簡稱為Q來源  ；始自德语名词，意即「來源」）。因為以此方式所擷取出來的正典福音文句全都是耶穌所說的訓義：比喻及講道詞，加上施洗者若翰（約翰）的幾句話，沒有行動故事。

多馬福音總共收錄了114句耶穌的話語，在書卷的卷頭語上寫道：
|                 | 這些秘密話語來自活著的耶穌，由迪迪摩斯‧猶大‧多馬記錄。他說：「任何人發現了這些話的意義，將不會嚐到死亡的滋味。」 |
| ——多馬福音第1節 | |

早期說論者認為這本書早於《馬可福音》。

### 晚期說
當科普特語版本的《多馬福音》被發現後不久，聖經考古學家立即意識到其中某些文句可以對應於1896年到1904年間在奧克西林庫斯出土的希臘文殘頁（即寫在殘破蒲草紙板的希臘文版《多馬福音》）。根據考古學家的推斷，早先出土的希臘文手抄版本來自三份抄本（P. Oxy. I 1; IV 654; IV 655），都是在公元200年初所抄寫，而這份科普特語手抄版本則裝訂於公元340年左右。雖然科普特語版本中的數段內容與希臘文的殘本文句十分接近，卻不盡相同，但學者們相信它是從更早期的希臘文所翻譯而來的。

#### 對應之《奧克西林庫斯古卷》內容
在《拿戈瑪第經集》被發現之前，於1896年到1904年間在奧克西林庫斯出土的民間希臘語殘頁一般被學者稱之為《耶穌的話》(Logia Iesu)。這三片《耶穌的話》的殘頁與多馬福音的對應如下：
- P.Oxy. 1：相對於第26節到第33節及第77節（次序：26-30、77、31-33）。
- P.Oxy. 654: 纸莎草纸另一面的从开头到第7句、第24句和第36句的片段包含调查数据。
- P.Oxy. 655: 36至39的碎片，由8个名为“a”至“h”的碎片组成，其中“f”和“h”已经丢失。

## 評價

### 第五福音
美國喬治城大學的婁卋鐘在《耶穌靈道論語‧多瑪斯福音》一書中指出：這份文件有許多猶太人的口語用法；文字對偶顯得比正典福音完整；符合當初猶太人喜好對稱性的說話方式；以「天父之國」或「天堂之國」來稱呼「天國」。可見作者十分熟悉耶穌和猶太人時代所用的細節語。拿戈瑪第經集的發現，革命性地改變了以往對於早期基督教會的研究主要依賴教父文獻的狀況。語錄體的《多馬福音》的出現更加強了多年來學術界所猜想的早期耶穌語錄福音資料的存在性。據報導，《多馬福音》已被美國數百位新約聖經學者加盟的「耶穌研究會」列為值得信賴且有關耶穌傳道訓義的「第五福音」，1996年該研究會以英文出版了《五福音》（The Five Gospels: What Did Jesus Really Say? The Search for the Authentic Words of Jesus）。
婁卋鐘更指出希伯來或阿拉美克詩文必有對偶性的文句及押韻（韻常押在前頭），新約中最清楚的耶穌之詩是山中聖訓開宗明義的【真福八端（天國八福）】及近末尾的【飛鳥與百合花】。《Q》與《多馬福音》的共同特點就是這種對偶性的文句聯語，是其他福音資料少有的。可能原先都是耶穌祈禱講道的白話詩文，由較有學問的門徒所記錄下來（馬太福音13:52）。後來這些詩文（《Q》與《多馬福音》中的大部分）逐句翻譯成當時通用的希臘文，對偶性的文句仍存在，韻律就讀不到了。

### 教廷
2006年9月27日，教宗本篤十六世在例行的周三公開接見向在場聽眾講述多默宗徒的事蹟，在談話中教宗談到了《多默福音》和《多默行傳》，他指出「實際上，《多默行傳》和《多默福音》都是密經（apocryphal，或譯為「次經」。後者是老一輩新教教徒對所有非正典的貶抑翻譯），不過對于瞭解基督信仰團體的初始發展，這兩份文獻是有一定重要性的研究資料」。

## 諾斯底思想
諾斯底思想基本上是東方二元論及神秘信仰與希臘哲學的混合體，然後再加上基督教的外衣。在保羅時代，哥林多及歌羅西的教會已有諾斯底派的出現。在哥林多教會，他們相信靈與體的對立，主張苦行修煉，否定肉身的復活，認為復活只是靈魂的事。而在歌羅西教會，他們敬拜天使，用各樣的規條苦待己身，以求成聖。諾斯底派在西元八十年至一百五十年間成形，最後與教會脫離關係自成一系。仔細讀多馬福音會發現，多馬福音的主角人物雖然為耶穌，但其對門徒的教導，卻充滿諾斯底思想。

## 和佛教的關係
普林斯頓大學宗教系教授伊莱恩·柏高絲認為多馬福音及拿戈瑪第經集的經文「有部分和佛教相似，這些早期的經文很可能受到當時已經發展成熟的佛教傳統影響。」多馬福音成書之時，有不少佛教的弘法人士居住於埃及的亞歷山大城。柏高絲認為若把多馬福音裡的耶穌換成釋迦牟尼也可以，因為此福音的許多教誨都幾乎和佛經所說的一樣。
婁卋鐘在《耶穌靈道論語‧多瑪斯福音》的導言中也揭示：「《多瑪斯福音》裡有相當多的資料可以和佛禪的靈修及老莊的領悟相互引證。要是把《福音四書》比作基督宗教的淨土宗，那麼《多瑪斯福音》就是基督宗教的禪宗。這樣的比喻對研究過這份靈道的人來說是一點也不為過，只不過《多瑪斯福音》比佛門禪宗始祖早問世近五百年罷了。讀者若將福音四書中的話和這百餘則靈道論語，當成耶穌對門徒們所說的「公案」也並無不可。所不同的是，《多瑪斯福音》強調天父所賜的原本一體的靈性、光明和平安。」

### 引用
1. ↑  .   [2007-09-09]. （原始内容存档于2007-09-28）.
2. ↑  Christoph Heil & Jozef Verheyden (Ed.) The Sayings Gospel Q: collected essays, Vol. 189 of Bibliotheca Ephemeridum theologicarum Lovaniensium, Peeters Publishers Pub., 2005 （页面存档备份，存于）. pp. 163-164.
3. ↑  .   [2010-12-29]. （原始内容存档于2021-02-09）.
4. ↑  何建志 譯 (n.d.).《多瑪斯福音中文翻譯 （页面存档备份，存于）》
5. ↑  .   [2006-11-29]. （原始内容存档于2013-03-03）.
6. ↑  .   [2006-11-29]. （原始内容存档于2007-09-27）.
7. ↑  Brockman, John. . The Third Culture. Edge Foundation, Inc. 2003-07-17  [2009-07-07]. （原始内容存档于2020-05-01）.
8. ↑  GOSPEL OF THOMAS: THE BUDDHIST JESUS? （页面存档备份，存于） 多馬福音與佛經的比較

## 外部連結

### 中文譯本
- 多馬福音中文譯本內地公開版以及早期基督教部分文獻中文譯本 （页面存档备份，存于）
- 中文多馬福音何建志譯本 （页面存档备份，存于）
- 多马福音，又译多默福音或多玛斯福音

### 英文評論
- Thomasine Church（页面存档备份，存于）
- The Nag Hammadi Library
- 拿戈·瑪第文集：多馬福音（页面存档备份，存于）
- Gospel of St. Thomas （页面存档备份，存于） - Lost book of the Bible? (Christian apologetics)
- The Gospel of Thomas and Jesus （页面存档备份，存于）
- The Nag Hammadi Library
- An examination of the Gospel of Thomas by a Christian apologetics thinktank （页面存档备份，存于）

### 英文譯本
- Patterson-Meyer Translation (1)
- Patterson-Meyer Translation (2) （页面存档备份，存于）
- Thomas Lambdin Translation （页面存档备份，存于）
- Patterson and Robinson Translation （页面存档备份，存于）
- Ecumenical Coptic Project Fully-Annotated Edition
- Various Translations
- Brill Literal Translation （页面存档备份，存于）
- Coptic Interlinear Gospel of Thomas
- Gospel of Thomas: Many Translations and Resources （页面存档备份，存于）
- Translation of "The Gospel according to Thomas" （页面存档备份，存于）
- Modern Layman's Interpretation from an original Translation of the Nag Hammadi coptic

### 連同評論的英文譯本
- Gospel of Thomas with detailed comparisons with canonical sayings

### 英文譯本與佛經的比較
- GOSPEL OF THOMAS: THE BUDDHIST JESUS?